# Az én bűnöm
Az én bűnöm (eredeti cím: Mi pecado) 2009-es mexikói teleregény, amelyet José Cuauhtémoc Blanco, María del Carmen Peña és Víctor Manuel Medina alkotott. A főbb szerepekben Daniela Castro, Sergio Goyri, Sabine Moussier, Maite Perroni és Eugenio Siller látható.
Mexikóban 2009. június 15-én a Las Estrellas, Magyarországon 2015. július 6-án a TV2 mutatta be.

## Történet
A történet a csodálatos San Pedro falucskában játszódik, ahol négy elválaszthatatlan barát él együtt már jó ideje. Paulino, Gabino, Rodolfo és Matías. Lucrecia egy gyönyörű fiatal lány, akit egy múltbéli sérelemért gyűlöl az édesanyja. Gyerekkorában ugyanis ő és az öccse rengeteg időt töltöttek együtt apjuk egyik barátjának fiaival, amikor is az egyik kalandjuk tragédiába torkollott és a kis Césart elragadta a folyó. Lucrecia édesanyja, Rosario fájdalmában lányát és Julián-t okolja gyermeke haláláért, főleg azért is, mert a kisfiú édesanyja, Justina egykor Paulino barátnője volt, akit Rosarioért hagyott el. Egy újabb tragédia után Rosario bentlakásos iskolába küldi a lányát, a kis faluban pedig mindenki azt hiszi, hogy Julián a felelős César haláláért, amitől a fiú nagyon szenved. Néhány év elteltével Lucrecia visszatér az El Milagro-ra, s a régi sebek felszakadnak. Lucrecia és Julián pedig rájönnek, hogy amit gyerekkorukban éreztek egymás iránt, az szerelemmé erősödött.

## Szereplők
| Színész             | Szereplő                                   | Megjegyzés | Magyar hang        |
| ------------------- | ------------------------------------------ | --- | ------------------ |
| Maite Perroni       | Lucrecia Córdoba Pedraza                   | Rosario lánya és féltestvére, Paulino nevelt lánya, Cesar féltestvére, Carmelo felesége, Julián szerelme, Cesar Jr.édesanyja | Molnár Ilona       |
| Eugenio Siller      | Julián Huerta Almada "Chamuco"             | Justina és Rodolfo fia, Josué féltestvére, Lorena exbarátja, Lucrecia szerelme, Cesar Jr. édesapja                           | Dévai Balázs       |
| Daniela Castro      | Rosario Pedraza de Córdoba                 | Lucrecia és Cesar édesanyja, Paulino felesége, Lucrecia féltestvére                                                          | Szórádi Erika      |
| Sergio Goyri        | Gabino Roura                               | Inés özvegye, Carmelo és Teresa édesapja, Justina szeretője, szerelmes Lucrecia-ba, Julián ellensége, Carmelo megöli         | Koncz István       |
| Sabine Moussier     | Justina Almada de Huerta                   | Rodolfo felesége, Julián és Josué édesanyja, Gabino és később Luciano Ordorica ügyvéd szeretője, Paulino exbarátnője         | Kiss Virág         |
| Lucía Méndez        | Inés Valdivia de Roura                     | Gabino felesége, Carmelo és Teresa édesanyja, Gabino megöli                                                                  | Farkasinszky Edit  |
| Francisco Gattorno  | Rodolfo Huerta                             | Julián édesapja, Josué és Rocio nevelőapja, Justina férje, a falu tanítója, szerelmes lesz Irene-be                          | Sótonyi Gábor      |
| Roberto Blandón     | Paulino Córdoba                            | Cesar és Josué édesapja, Rosario férje, Lucrecia nevelőapja, Simón megöli                                                    | Holl Nándor        |
| Armando Araiza      | Carmelo Roura Valdivia                     | Inés és Gabino fia, Teresa testvére, Lucrecia férje, Renata és Blanca exbarátja, Julián ellensége                            | Bor László         |
| Jessica Coch        | Renata Valencia                            | Lucrecia unokatestvére és riválisa, Carmelo exbarátnője, Carmelo megöli                                                      | Mezei Kitty        |
| Ricardo Franco      | Miguel Mendizabal Molina                   | Matilde unokaöccse, Lorena szeretője                                                                                         | Moser Károly       |
| Úrsula Prats        | Matilde Molina vda. de Mendizabal          | Miguel és Lorena nagynénje, Ernesto sógornője                                                                                | Vándor Éva         |
| Antonio Medellín    | Modesto Flores                             | Alkalmazott a Cordóba-házban, Delfína férje, Manuel nevelőapja                                                               | Barbinek Péter     |
| Salvador Sánchez    | Matías Quiroga                             | Pap, Blanca nagybátyja, Gabino Paulino és Rodolfo barátja                                                                    | Faragó András      |
| Tina Romero         | Asunción „Chona” Torres                    | Cseléd a Roura-házban, Delfína barátnője, Carmelo és Teresa nevelője                                                         | Kocsis Mariann     |
| Magda Karina        | Delfina „Fina” Solís                       | Cseléd a Cordóba-házban, Manuel édesanyja, Modesto felesége                                                                  | Andresz Kati       |
| Dacia Arcaráz       | Irene Valenzuela                           | Simón exfelesége, Rocio édesanyja, szerelmes lesz Rodolfóba                                                                  |                    |
| Rafael Goyri        | Simón Méndez                               | Irene exférje, Rocio édesapja, Carmelo alkalmazottja                                                                         | Törköly Levente    |
| Claudio Báez        | Luciano Ordorica                           | a Roura család ügyvédje, Justina szeretője                                                                                   | Bácskai János      |
| Gabriela Carrillo   | Teresa "Tere" Roura Valdivia               | Inés és Gabino lánya, Carmelo testvére, szerelmes Juliánba, Lucrecia barátnője, Manuel barátnője lesz                        | Dögei Éva          |
| Altaír Jarabo       | Lorena Mendizabal Molina                   | Ernesto lánya, Julián exbarátnője, Lucrecia ellensége                                                                        | Sallai Nóra        |
| María Prado         | Rita López                                 | Alkalmazott egy San Pedro-i boltban                                                                                          | Némedi Mari        |
| Amparo Garrido      | Socorro                                    | Egy San Pedro-i panzió tulajdonosa                                                                                           | Bókai Mária        |
| Diego Amozurrutia   | Josué Huerta Almada / Josué Córdoba Almada | Justina és Paulino fia, Julián és Cesar féltestvére, Lucreciá-ba szerelmes, Rodolfo nevelt fia, Blanca barátja lesz          | Szalay Csongor     |
| Aldo Gallardo       | Manuel Solíss                              | Delfína és Fidel fia, szerelmes Lucreciá-ba, Modesto nevelt fia, Teresa barátja lesz                                         | Joó Gábor          |
| Gilberto de Anda    | Fidel Cruz                                 | Manuel édesapja, Gabino majd Carmelo alkalmazottja                                                                           | Jakab Csaba        |
| Sergio Reynoso      | Ernesto Mendizabál                         | Lorena édesapja, Carmelo megöli                                                                                              | Tarján Péter       |
| Ana Linares         | Tona                                       | Cseléd a Córdoba-házban, szerelmes Anselmo-ba                                                                                | Mohácsi Nóra       |
| Daniela Aedo        | Lucrecia Cordoba Pedraza (gyerek)          | Rosario és Paulino lánya, Cesar testvére                                                                                     | Pekár Adrienn      |
| Adriano Zendejas    | Julián Huerta Almada (gyerek)              | Rodolfo és Justina fia, Josué testvére                                                                                       | Baráth István      |
| Robin Vega          | Josué Huerta Almada (gyerek)               | Justina és Rodolfo fia, Julián testvére                                                                                      | Berecz Kristóf Uwe |
| Alejandro Cervantes | Manuel Solís (gyerek)                      | Delfína fia, Lucrecia barátja                                                                                                | Solymosi Máté      |
| Diego Velásquez     | Cesar Cordoba Perdaza                      | Rosario és Paulino fia, Lucrecia testvére                                                                                    | Straub Martin      |
| Laura Carmine       | Lola                                       | |                    |

## Érdekességek
- Juan Osorio producer hosszú idő után tért vissza ezzel a telenovellával. A producer alkotásai ugyanis az utóbbi időben folyamatosan megbuktak, kivéve a Mi Pecado-t: az MP ugyanis nagyon jó eredményeket ért el, sokan pedig Juan legjobb és legminőségibb novellájának tartják.
- A főcímdalt a novella főhősnője, Maite Perroni adja elő a Reik nevű duóval, melynek címe: Mi Pecado.
- Az MP forgatásai alatt Sabine Moussier-nél Lyme-kórt diagnosztizáltak, ezért Juan Osorio Sabine távozása előtt még gyorsan felvette a vele kapcsolatos jeleneteket. A nő ezután elutazott, hogy megfelelő kezeléseket kapjon.
- Julián Huerta Almada szerepét eredetileg Valentino Lanús, Justina karakterét Joana Benedek, míg Rodolfo Huerta szerepét Ernesto Laguardia játszotta volna. Végül Eugenio Siller lett a főhős Julián, Sabine Moussier Justina, míg Francisco Gattorno Rodolfo.
- Lorena szerepét az elején Vannya Valencia játszotta.Majd Altair Jarabo vette át a szerepet.Arról, hogy miért történt ez a színészcsere, nincsenek információk.
- A Televisa történetében ez volt az első olyan telenovella, amelyben az egyik főszereplő vérfertőzés útján született.

## Fordítás
- Ez a szócikk részben vagy egészben  a   Mi pecado című spanyol Wikipédia-szócikk fordításán alapul.  Az eredeti cikk szerkesztőit annak laptörténete sorolja fel. Ez a jelzés csupán a megfogalmazás eredetét és a szerzői jogokat jelzi, nem szolgál a cikkben szereplő információk forrásmegjelöléseként.